# Бисарнов, Валерий Игоревич
Валерий Игоревич Бисарнов (род. 26 июня 1948, Коломна, Московская область) — советский и российский гребец и тренер. Участник Олимпийских игр 1972 года и Параолимпийских игр 2008 года. Мастер спорта СССР международного класса. Заслуженный тренер России. Заслуженный работник образования Московской области.

## Биография
Выпускник коломенской специализированной детско-юношеской спортивной школы по академической гребле. Окончил Коломенский педагогический институт (1970).
Представлял спортивное общество «Труд» (Коломна). В 1972 году стал чемпионом СССР в составе восьмёрки.
Являлся членом сборной СССР. Участник Олимпийских игр 1972 года в Мюнхене (4 место в составе четвёрки).
Из-за бытовой травмы в 1988 году лишился ноги до колена. С 1992 по 2012 год возглавлял ДЮСШ города Коломна. Тренер-преподаватель по адаптивной физической культуре в спортшколе олимпийского резерва по академической гребле (Коломна). Одним из его воспитанников является Алексей Чувашев, бронзовый призёр Параолимпийских игр 2012 и неоднократных призёр чемпионатов мира.
В возрасте 60 лет Валерий Бисарнов принимал участие в Параолимпийских играх 2008 года в Пекине (9 место в четвёрке).
Награждён почётным знаком городского округа Коломна «За отличие в труде» (2012) и почётным знаком Московской областной думы «За трудовую доблесть» (2012).
Сын — Алексей Бисарнов — тренер по гребле.